# 마스터스컵 (바둑)
마스터스 토너먼트컵은 일본에서 열리는 프로 바둑 대회 중 하나이다. 후마키라 주식회사가 후원하고 있으며 2011년부터 주최하고있다. 일본의 50세 이상 현역 프로기사 중에서 7대기전 타이틀을 보유하고 있거나 획득한 경험이 있는 기사들이 출전하는 대회이다.

## 상금
- 우승 상금 500만엔.

## 대회규정
- 총 16명이 토너먼트를 벌여 최종 우승자를 결정한다. 참가자가 16명에 못미치는 경우 예선을 실시한다.
- 제한시간 1시간. 초읽기 60초 5회.

## 역대 우승자
| 회수 | 연도 | 우승            | 전적 | 준우승          |
| ---- | ---- | --------------- | ---- | --------------- |
| 1    | 2011 | 조치훈          | 1-0  | 고바야시 고이치 |
| 2    | 2012 | 왕밍완          | 1-0  | 조치훈          |
| 3    | 2013 | 고바야시 사토루 | 1-0  | 이시이 구니오   |
| 4    | 2014 | 조치훈          | 1-0  | 고바야시 사토루 |
| 5    | 2015 | 조치훈          | 1-0  | 다케미야 마사키 |
| 6    | 2016 | 고바야시 고이치 | 1-0  | 아와지 슈조     |
| 7    | 2017 | 고바야시 사토루 | 1-0  | 조치훈          |
| 8    | 2018 | 요다 노리모토   | 1-0  | 가타오카 사토시 |
| 9    | 2019 | 조치훈          | 1-0  | 고마쓰 히데키   |